# Equazione di Avrami

Il passaggio da una fase ad un'altra rappresentato dall'accrescimento dei nuclei cristallini.

L'equazione di Avrami descrive come i solidi si trasformano passando da uno stato di aggregazione ad un altro, mantenendo costante la temperatura. Nello specifico questa relazione matematica è adottata per descrivere la cinetica della cristallizzazione, come quella dei materiali polimerici, ma è in prima approssimazione valida anche per descrivere altri cambiamenti di stato o per analisi di sistemi ecologici.
L'equazione fu derivata per la prima volta da Andrey Kolmogorov nel 1937, tuttavia prende il nome da Melvin Avrami, il quale giunse a questo risultato e lo rese più popolare dopo una serie di pubblicazioni sulla rivista Journal of Chemical Physics, tra il 1939 e il 1941. Per questo motivo di multipla paternità, l'equazione è nota anche con il nome di Johnson-Mehl-Avrami-Kolmogorov (in breve, equazione JMAK dalle iniziali degli scienziati).

## Derivazione

Tipica curva di trasformazione isoterma (in rosso). La trasformazione si può descrivere usando l'equazione di Avrami, ottenendo la curva verde.

La derivazione più semplice dell'equazione di Avrami si basa su numerose assunzioni e semplificazioni che la rendono, spesso, inadatta a predire il comportamento della cristallizzazione:
- La nucleazione primaria avviene casualmente ed omogeneamente su tutta la porzione di materiale ancora non trasformatasi.
- La velocità di accrescimento di un centro non dipende da quella degli altri centri.
- L'accrescimento avviene alla stessa velocità in tutte le direzioni.

Se queste condizioni sono soddisfatte, allora una trasformazione di {\displaystyle \alpha \,\!} in {\displaystyle \beta \,\!} avrà luogo grazie alla nucleazione di nuove particelle, alla velocità {\displaystyle {\dot {N}}\,\!} per unità di volume, che invece aumenta di velocità {\displaystyle {\dot {G}}\,\!}. Si ottengono particelle sferiche e la crescita si interrompe solo quando esse cominciano a scontrarsi una con l'altra. Durante l'intervallo di tempo {\displaystyle 0<\tau <t\,\!} la nucleazione e l'accrescimento prendono parte solo nelle regioni amorfe del materiale. Ad ogni modo, il problema si risolve applicando il concetto di volume esteso, ovvero che il volume della nuova fase che si avrebbe se l'intero campione fosse del tutto non trasformato. In pratica, si assume che non ci siano già cristalli preformatisi. Nell'intervallo da τ fino a τ+dτ il numero di nuclei, N, che appare in un volumetto V sarà dato dalla relazione:
{\displaystyle N=V{\dot {N}}d\tau \,\!}   [1]
Dato che l'accrescimento è isotropico, costante e non influenzato da precedenti trasformazioni di materiale, ogni nucleo diventerà una sfera di raggio {\displaystyle {\dot {G}}(t-\tau )} e così il volume esteso di {\displaystyle \beta } sarà:
{\displaystyle dV_{\beta }^{e}={\frac {4\pi }{3}}{\dot {G}}^{3}(t-\tau )^{3}V{\dot {N}}d\tau \,\!}
Integrando questa equazione tra {\displaystyle \tau =0} e {\displaystyle \tau =t} si ottiene il volume esteso totale che appare in questo lasso di tempo:
{\displaystyle V_{\beta }^{e}={\frac {\pi }{3}}V{\dot {N}}{\dot {G}}^{3}t^{4}\,\!}
Soltanto una frazione di questo volume è reale. Una parte di esso giace nel materiale precedentemente trasformatosi ed è per questo virtuale, visto che noi abbiamo assunto che all'inizio non ci fossero regioni cristalline preformatesi. Dato che la nucleazione è casuale, la frazione di volume esteso che si ha durante ogni intervallo di tempo, e che è reale, sarà proporzionale alla frazione in volume della fase {\displaystyle \alpha } non trasformata. Ergo:
{\displaystyle dV_{\beta }=dV_{\beta }^{e}(1-V_{\beta }/V)\,\!}
riarrangiando
{\displaystyle {\frac {1}{1-V_{\beta }/V}}dV_{\beta }=dV_{\beta }^{e}\,\!}
e dopo un'integrazione
{\displaystyle \ln(1-Y)=-V_{\beta }^{e}/V\,\!}
dove Y è la frazione in volume della fase {\displaystyle \beta } ({\displaystyle V_{\beta }/V}).
Date le precedenti equazioni, possiamo ridurre questo risultato a quella che è stata chiamata equazione JMAK  o equazione di Avrami. che dà la frazione di materiale trasformato dopo un certo periodo di tempo e ad una T fissata.
{\displaystyle Y=1-\exp(-Kt^{n})\,\!}    dove   {\displaystyle K=\pi {\dot {N}}{\dot {G}}^{3}/3\,\!}    e    {\displaystyle n=4\,\!}
Si può riscrivere come:
{\displaystyle \ln \,{(-\ln {[1-Y(t)]})}=\ln K+n\ln t\,\!}
che permette la determinazione delle costanti n e k da un grafico logaritmico di lnln(1/(1-Y)) vs ln(t). Se la trasformazione segue la relazione di Avrami, allora si otterrà una linea dritta con pendenza n e intercetta pari a ln (K).